# سد كامانش
سد كامانش هو سد ردم على نهر Mokelumne في وسط كاليفورنيا ، حوالي 20   ميل (32   كم) من شرق لودي. يقع السد والخزان في سفح سييرا نيفادا في مقاطعة سان جواكين . بدأ بناء سد Camanche في عام 1963 واكتمل في عام 1964. تمتلك منطقة مرافق شرق خليج البلدية (EBMUD) وتديرها . الغرض من سد وخزان كامانشي هو توفير التحكم في الفيضانات ، وتدفقات المياه للزراعة ، وموئل مصائد الأسماك والترفيه للمجتمع.

## السعة
يحتجز السد خزان كامانش . تبلغ سعة سد كامانش حوالي 431 ألف فدان (0.532 قدم)   كم 3 ) مع 200،000 فدان قدم (0.25   كم 3 ) من محمية السيطرة على الفيضان. يمكن مشاركة هذا الاحتياطي لتخزين الفيضانات مع سد باردي عند المنبع. يقع السد الذي يبلغ ارتفاعه 173 قدمًا تقريبًا ويبلغ طوله 2640 قدمًا على نهر Mokelumne الذي يقع على بعد حوالي 10 أميال من نهر باردي . نظرًا لأن سد كامانش يحتوي على منطقة تصريف تبلغ مساحتها 627 ميلًا مربعًا تمثل حوالي 95 في المائة من مستجمع المياه ، فإن السد والخزان يوفران الحد من أضرار الفيضانات على نهر موكيلومن. كما يحافظ سد وخزان كامانش على متطلبات المياه في المصب.

## الاهداف
قبل بناء السد ، كانت السيطرة على الفيضانات على طول نهر موكيلومن باهظة الثمن. أسفرت الفيضانات الأكثر تدميرا في نوفمبر 1950 على طول نهر موكيلومن عن خسائر تقدر بنحو 1.1 مليون دولار. تسبب فيضان آخر في ديسمبر 1955 إلى يناير 1956 في تلف ما يقرب من 750،000 دولار. حدث أكبر فيضان مسجل في ديسمبر 1964 على طول نهر موكيلومن. بعد الانتهاء من سد كامانش في أبريل 1964 ، اقتصر الضرر على عدة آلاف من الدولارات. في وقت مبكر من عام 1964 ، أدى تشغيل سد كامانش إلى تقليل تدفقات الربيع وزاد قليلاً في الصيف وسقوط الخريف تحت السد. منذ الانتهاء من سد كامانش ، ظل تدفق المصب ثابتًا نسبيًا. استنادًا إلى التدفق في سد كامانش ، يبلغ تدفق التدفق الزائد 50 في المائة عند حوالي 700 قدم مكعب في الثانية (cfs) خلال ذروة موسم الري (يونيو) وينخفض إلى ما بين 200-300 cfs خلال فصل الشتاء. يتراوح تدفق التجاوز بنسبة 10 في المائة (التدفق العالي) بين 1000 قدم مكعب (سبتمبر) و 2700 قدم مكعب (مايو) ، مع تدفق حوالي 2000 قدم مكعب من يناير إلى مايو. ويتراوح تدفق تجاوز 90 في المائة (التدفق المنخفض) بين حوالي 100 و 300 قدم مكعب فقط على مدار العام ؛ تحدث أعلى تدفقات من مايو حتى أغسطس بسبب تسرب المياه إلى منطقة ري وودبريدج (WID).

## التاريخ
قبل أن تبني منطقة المرافق البلدية في الخليج الشرقي سد كامانش ، كانت هناك بلدة صغيرة تسمى كامانش موجودة في أوائل الستينيات. خلال حمى الذهب ، ادعت المنطقة في غرب كالافيراس اليوم جنوب نهر موكيلومن بلدات تسمى بوفرتي بار و كلاي بار و وينترز بار و ليمريك ، الأخيرة بعد العديد من المهاجرين الأيرلنديين الذين استقروا هناك. في منتصف ستينيات القرن التاسع عشر ، عندما تضاءلت المخيمات والمستوطنات ، أطلق رواد من ولاية أيوا اسم مدينتهم الأكثر أهمية كامانتش ، على اسم بلدة لوا التي تحمل نفس الاسم - وأخطأوا في كتابة اسم قبيلة الأمريكيين الأصليين (كومانتش) بنفس الطريقة.
على الرغم من أن كامانش نجت على مدار العقود ، إلا أن القليل من السكان تركوا في الوقت الذي تم فيه تفريغ المدينة حتى تتمكن منطقة ايست باي من بناء سد وخزان في أوائل الستينيات. وهكذا تم غمر بلدة كامانش. نقلت الصحيفة الإخبارية المحلية عام 1964 أنباء تفيد بأن «كامانش ستغمر ذكريات كثيرة» ، وذكرت أن السد الذي تبلغ تكلفته 35 مليون دولار أمر حيوي لمشروع مياه منطقة إيست باي البلدية الذي تبلغ قيمته 283 مليون دولار. لإفساح الطريق لسد ضخم وخزانها الكبير ، كان على البلدة أن تتماشى مع 40 أو 50 عائلة دعت منزل كامانش. بدأ بناء السد في أغسطس 1962. في غضون عام واحد ، في 18 ديسمبر ، تم إغلاق الصمامات لأول مرة ، وبدأ الخزان الضخم في الامتلاء. يبلغ ارتفاع سد كامانش ، وهو سد مقسم إلى مناطق ، وقلب نقي ، ارتفاعه 168 قدمًا فوق الجريان. يبلغ طوله 2640 قدمًا وعرضه 34.5 قدمًا عند القمة. تحته ، توجد مرافق أسماك الخليج الشرقي ، بما في ذلك أكبر قناة لتربية سمك السلمون الاصطناعي في العالم ، والأولى من نوعها في كاليفورنيا. سيوفر السد الضخم 140 مليار جالون من التخزين على نهر موكليمن. تم تصميم عامل التحكم في الفيضانات الذي طلبته الحكومة الفيدرالية لحماية أراضي المحاصيل الغنية في منطقة النهر السفلى.
قبل بناء سد كامانش ، كان تصريف منجم الحمض من منجم نحاس مغلق ، منجم بين شمال غرب فالي سبرينغز ، ملوثًا بشدة بنهر موكيلومن. حاولت امبود ومجلس مراقبة جودة المياه الإقليمي في الولاية الوسطى الولاية حل تدفق تصريف منجم الحمض إلى الخزان والنهر ، لكن جهودهما أدت إلى تركيزات أعلى من تصريف مناجم الأحماض واستمرار قتل الأسماك في موكيلومن. بعد سلسلة من الدعاوى القضائية ، مولت امبود والدولة علاجًا بقيمة 10 ملايين دولار للموقع. تم الانتهاء منه في عام 1999.

## البناء
في مشروع بناء سد كامانش ، تم دمج عدد من «صمامات الأمان» في الهيكل ، بما في ذلك آبار الإغاثة في قاعدة السد ومصب تصريف مياه كبير. تسمح الآبار للمياه الجوفية بالهروب من قاعدة كامانش ، وبالتالي تخفيف الضغط غير المبرر على الهيكل. بالإضافة إلى ذلك ، تبلغ سعة الممر 182 ألف قدم مكعب في الثانية ، أي ما يعادل ستة أضعاف كمية الفيضان الأكبر في تاريخ الخزان.

## الترفيه
نظرًا لسعة البحيرة التي تزيد عن 7700 فدان من المياه و 56 ميلًا من الشاطئ عند المسبح الكامل ، تم تأجير الخزان إلى منطقة منتزه كامانش الإقليمي من قبل امبود للتطوير للترفيه. هناك خمسة مناطق منفصلة للمخيم والتي تشمل نورث شور كامبجراوند ، قارب في المخيم ، ساوث شور كامبجراوند ، مجموعة المخيمات وخيام الفروسية. كل معسكر لديه أنشطة خاصة به مثل الصيد وركوب القوارب والتخييم والسكن ، وما إلى ذلك متاحة للزوار. يتم تشغيل المخيمين في بحيرة كامانش من قبل شركة حدائق كاليفورنيا. يقع أحد المخيمات على الجانب الشمالي من البحيرة والآخر على الجانب الجنوبي. يشمل ساوث شور كامبغراوند متنزهين هما - مونومينت بارك و مينرز بارك. كما تتوفر مواقع التخييم والفروسية. تقع بحيرات باردي و نيو هوغن بالقرب من معسكر بحيرة كامنش. لذلك ، يعد اختصارًا مثاليًا للزوار الذين يبحثون عن الجبال والغابات في متنزه ولاية غريندينغ روك عن طريق القيادة لمسافة قصيرة على الطريق السريع 88.